# アンヘル・ビシオソ
アンヘル・ビシオソ（Ángel Vicioso Arcos、1977年4月13日 - ）は、スペイン、アラゴン州サラゴサ県アラマ・デ・アラゴン出身の自転車競技（ロードレース）選手。

## 来歴
1999年、ケルメ - コスタ・ブランカと契約を結んでプロ転向。
2000年
- ジロ・デ・イタリア 総合72位

2002年
- グラン・プレミオ＝ミゲル・インドゥライン 優勝
- クラシカ・プリマベーラ 優勝
- ジロ・デ・イタリア 総合50位

2003年、オンセ・エロスキ（後にリベルティ・セグロス）に移籍。
- バスク一周 区間1勝(第2)
- カタルーニャ一周 区間1勝(第7)
- ブエルタ・ア・エスパーニャ 総合67位

2005年
- ツール・ド・フランス 総合64位
- ブエルタ・ア・エスパーニャ 総合47位

2006年
- ツール・ド・スイス 区間1勝(第4)
- オペラシオン・プエルトの影響により、シーズン中盤以降のレースに参加できなくなった。

2007年、リラックス・ガムに移籍。
- バスク一周 総合2位 & 区間1勝（第3）

2008年、LA-MSSに移籍。
- ブエルタ・ア・アストゥリアス 総合優勝

2009年、アンダルシア・カハスルに移籍。
2010年
- グラン・プレミオ・デ・リョディオ 優勝

2011年、アンドローニ・ジョカットーリに移籍。
- グラン・プレミオ・インドゥストリア・エ・アルティジャナート 優勝
- ジロ・デ・イタリア 区間1勝（第3）

2012年、チーム・カチューシャに移籍。
- パリ〜ニース 総合10位